# Himiarita
El himiarita fou una llengua semítica parlada al Iemen. Segons alguns autors, seria exclusivament la llengua dels himiarites, mentre altres consideren que es va seguir parlant després del període himiarita. No pertanyia a les llengües sud-aràbigues antigues (saihàdiques), tot i ser parlada al sud d'Aràbia, però tampoc se'n pot establir una filiació clara dins del tronc semitic a causa del limitat coneixement que se'n té.
Encara que el regne de Himyar fou una potència important en el sud d'Aràbia des del segle i aC, el coneixement de la llengua himiarita és molt limitat, ja que totes les inscripcions himiarites conegudes van ser escrites en sabeu, una llengua sud-aràbiga antiga. Fora de tres textos de caràcter poètic, el himiarita només es coneix per les observacions que en feren erudits àrabs dels primers segles després de l'islam. Aquests autors consideraven que el himiarita era inintel·ligible per als parlants d'àrab.

## Distribució
A diferència de les llengües sud-aràbigues antigues, que van ser reemplaçades per l'àrab al segle viii, o inclús abans, el himiarita se seguia parlant a les terres altes sud-occidentals del Iemen després de l'aparició de l'islam. Segons al-Hamdaní (893–947), el himiarita encara era parlat en algunes zones de les terres altes occidentals del Iemen al segle x, mentre que les tribus de la costa i les de l'est del Iemen ja parlaven àrab. També la majoria de les tribus de les terres altes occidentals parlaven dialectes àrabs amb forta influència del himiarita. En els segles següents, el himiarita va ser completament reemplaçat per l'àrab, però els dialectes moderns en les terres altes semblen mostrar trets del substrat himiarita.

## Trets lingüístics
La característica coneguda més prominent de himiarita és l'article definit am-/an-. Es comparteix, però, amb alguns dialectes àrabs a l'oest de la Península aràbiga. D'altra banda, els sufixos dels perfectes (conjugació del sufix) de la primera persona del singular i la segona persona començava amb k-, mentre que l'àrab té t-. Aquesta característica també es troba a les llengües sud-aràbigues antigues, etiòpiques i sud-aràbigues modernes. Ambdues característiques es troben també en alguns dialectes àrabs moderns al Iemen, probablement a través de la influència del substrat himiarita. L'article am- també es troba en altres dialectes moderns d'àrab a la Península Aràbiga i a l'Àfrica Central.

## Exemple
Només es coneixen unes poques frases en himiarita. Segons les informacions de què disposem, la següent frase va ser pronunciada en 654/5 dC a Dhamar. Es desconeix la pronunciació exacta d'aquesta frase, ja que quan fou escrita en alfabet àrab no es va vocalitzar; la reconstrucció que es dona aquí es basa en l'àrab clàssic.
| Himiarita | alfabet àrab | رايك                                                         | بنحلم                                                        | كولدك                                                        | ابنا                                                         | من                                                           | طيب                                                          |
| Himiarita | reconstruït  | raʾay-ku                                                     | bi-n-ḥulm                                                    | ka-walad-ku                                                  | ibn-an                                                       | min                                                          | ṭīb                                                          |
| Glossa    | Glossa       | vaig veure-1.Sg.                                             | en-article-somni                                             | que-va donar a llum-1.Sg.                                    | fill-acusatiu                                                | de                                                           | or                                                           |
| Català    | Català       | «Vaig veure en un somni que vaig donar a llum un fill d'or.» | «Vaig veure en un somni que vaig donar a llum un fill d'or.» | «Vaig veure en un somni que vaig donar a llum un fill d'or.» | «Vaig veure en un somni que vaig donar a llum un fill d'or.» | «Vaig veure en un somni que vaig donar a llum un fill d'or.» | «Vaig veure en un somni que vaig donar a llum un fill d'or.» |

També hi ha una cançó curta, que sembla tenir influència àrab. D'altra banda, al-Hamdaní cita les suposades inscripcions sud-aràbigues, que probablement van sorgir a base de la llengua himiarita.